# Technology Cup
De Technology Cup is een jaarlijks golftoernooi in Taiwan, dat deel uitmaakt van de Taiwan LPGA Tour. Het maakte ook deel uit van de Ladies Asian Golf Tour, in 2012 en 2013. Het werd opgericht in 2012 en vindt sindsdien telkens plaats op de Hsin Chu Golf & Country Club in Hsinchu.
Het wordt gespeeld in drie ronden (54-holes) en na de tweede ronde wordt de cut toegepast.

## Golftours
- Taiwan LPGA Tour: 2012-heden
- Ladies Asian Golf Tour: 2012 & 2013

## Winnaressen
| Jaar | Winnares       | Score | Score | Info  |
| ---- | -------------- | ----- | ----- | ----- |
| 2012 | Tiranun Yoopan | 221   | +5    | [ 1 ] |
| 2013 | Huei-Ju Shih   | 221   | +5    | [ 2 ] |
| 2014 | Huei-Ju Shih   | 219   | +3    | [ 3 ] |

| Toernooirecord |  | po = winnaar na play-off |